# دوني إدواردز
دوني إدواردز (بالإنجليزية: Donnie Edwards)‏ هو لاعب كرة قدم أمريكية أمريكي، ولد في 6 أبريل 1973 في سان دييغو في الولايات المتحدة.

## وصلات خارجية
- دوني إدواردز على موقع مرجع كرة القدم المحترفة.كوم (الإنجليزية)